# PEG10
PEG10‏ (Paternally expressed 10) هوَ بروتين يُشَفر بواسطة جين PEG10 في الإنسان.